# Оператор (професія)
Оператор (рос. оператор; англ. operator, нім. Maschinenführer m) — професія.
1) В техніці — кваліфікований робітник, що керує роботою складного механізму або відповідає за виконання певного виробничого процесу;
людина, яка працює на технічному пристрої, комп'ютері і виконує регламентований інструкціями набір дій, операцій. Оператор обчислювальних машин (ЕОМ кінця ХХ — початку ХХІ ст.), оператор котельні.
- Навідник-оператор

2) Фахівець, який знімає кінофільми або здійснює телепередачі. Оператор кіно, оператор телебачення, оператор прямого ефіру.